# 近藤鏡二郎
近藤 鏡ニ郎（こんどう きょうじろう、1913年 - 1975年）は、日本のアイヌ音楽研究家。アイヌ民族の歌謡や文化の記録・研究に尽力した。本名は近藤善兵衛。

## 経歴
宮城県古川市（現・大崎市）に生まれる。宮城県立古川中学校（現・宮城県古川高等学校）卒業後、朝日新聞社に入社。戦時中に海軍に応召され、復員後に郷土芸能・アイヌ歌曲の採譜に尽力した。1957年に「ピリカ・ピリカ」の採譜・編曲により芸術祭文部大臣賞、1960年にユーカラ劇「コタンの森」で北海道芸術新賞を受賞。その他、松前神楽の保存活動・研究にも当たった。1969年、北海道文化団体協議会事務局長に就任。
近藤がアイヌ音楽研究家として活動した時期、日本は高度経済成長期にあり、伝統文化や少数民族の文化保存の重要性が再認識されていた。その中で近藤はアイヌ民族の歌謡であるウポポの採集や研究を行い、その成果を発表した。1961年には立教大学グリークラブからの依頼により、作曲家の清水脩が男性合唱曲「アイヌのウポポ」を作曲し、同年12月3日に初演奏された。また、北海道白老町で採取したアイヌ民謡のメロディーは、「ピリカピリカ」や「ピリカの歌」として知られている。近藤の研究は、アイヌ音楽の保存と普及に大きく貢献し、後世にその文化を伝える重要な役割を果たした。

## 著書
- 「アイヌ民謡歌謡」研究の大要 (1962年)
- アイヌのユーカラ―沙流地方の伝承 (1962年)
- 言語のリズム法 (1974年)